# Ivbiosakon
Die Sprache Ivbiosakon (auch Emai-Iuleha-Ora und kunibum genannt; ISO 639-3: ema) ist eine edoide Sprache und eine der drei Sprachen aus der Untergruppe der edo-esan-ora-Sprachen, die von insgesamt 100.000 Personen im nigerianischen Bundesstaat Edo im Lokalen Regierungsareal Owan gesprochen wird.
Die Sprache wird in Nigeria neben dem Englischen in den Grundschulen unterrichtet und verwendet die lateinische Schrift. Es gibt vier Dialekte der Sprache: ivhimion, emai, iuleha und ora.